# Ballad of the Mighty I
Ballad of the Mighty I è un singolo del gruppo musicale britannico Noel Gallagher's High Flying Birds, il secondo estratto dal secondo album in studio Chasing Yesterday e pubblicato il 13 gennaio 2015 in download digitale e dal successivo 23 febbraio nel formato 45 giri.

## Il brano
Ballad of the Mighty I costituisce la traccia di chiusura dell'album Chasing Yesterday, il secondo album da solista di Noel Gallagher. Tuttavia il brano è nato durante le sessioni di registrazione del primo album, seppur in una forma diversa: infatti, secondo quanto dichiarato dall'autore, in origine era caratterizzato da sonorità psichedeliche ma si è poi evoluto in un pezzo più vivace e guidato dal ritmo del basso, «con archi da musica disco, che ricorda gli Echo & the Bunnymen.» Johnny Marr, ex chitarrista e compositore della storica band The Smiths e amico di Noel Gallagher sin dal suo esordio con gli Oasis, ha collaborato alla genesi della canzone suonando le parti di chitarra elettrica. Durante la conferenza stampa di presentazione del disco lo stesso Noel ha svelato alcuni retroscena legati alla registrazione del brano:
Nella stessa occasione ha aggiunto che ritiene Ballad of the Mighty I "di gran lunga superiore" rispetto al primo singolo, In the Heat of the Moment; successivamente ha poi ribadito che la considera «una tra le migliori canzoni che ho mai scritto».
Il debutto del brano è avvenuto in versione radiofonica il 12 gennaio 2015 in esclusiva sull'emittente radiofonica XFM, durante il programma Breakfast Show condotto da Jon Holmes. Un'anteprima di pochi secondi della canzone era apparsa in un breve making of del videoclip ufficiale, pubblicato su Facebook il giorno precedente; il video completo è stato poi pubblicato lo stesso 12 gennaio su YouTube.
Un remix ufficiale curato dal duo britannico Beyond the Wizard's Sleeve è stato diffuso in rete il 6 febbraio 2015.

## Lato B
Il lato B del singolo è Revolution Song: il brano era da lungo tempo noto ai fan, poiché già nel 2000 era trapelata in rete in una versione demo, registrata l'anno precedente durante le sessioni per l'album Standing on the Shoulder of Giants degli Oasis. In un'intervista dello stesso anno Noel Gallagher descriveva così la canzone e i motivi della sua esclusione:
In un'intervista rilasciata nel febbraio 2012 alla rivista NME ha dichiarato le sue intenzioni di registrare una versione definitiva del brano, ponendo anche fine alle diatribe su quale fosse il suo vero titolo:
Nell'ottobre 2014, con l'annuncio della tracklist di Chasing Yesterday, è stato reso noto che Revolution Song sarebbe stata inclusa anche nel secondo disco dell'edizione deluxe dell'album.

## Video musicale
Il videoclip, girato a fine dicembre 2014 nel quartiere londinese di Hackney Wick, è stato diffuso il 12 gennaio 2015 su YouTube tramite il canale Vevo dell'artista. Come nel video del singolo precedente, In the Heat of the Moment, la band protagonista comprende, oltre a Noel Gallagher e al bassista Russell Pritchard, anche Paul Newsome (chitarrista e cantante della band Proud Mary, scoperta dallo stesso Gallagher) alle tastiere e Terry Kirkbride (già percussionista per gli Oasis nel tour acustico di promozione per Stop the Clocks) alla batteria. La seconda chitarra è invece affidata a Jeff Wootton, che era stato in precedenza il bassista nei tour dei Beady Eye.

## Tracce
Lato A
1. Ballad of the Mighty I – 5:15 (Noel Gallagher) – Johnny Marr alla chitarra elettrica

Lato B
1. Revolution Song – 3:32 (Noel Gallagher)

## Formazione
- Noel Gallagher – voce, chitarre
- Paul Stacey – basso
- Jeremy Stacey – batteria
- Mike Rowe – tastiere
- Johnny Marr – chitarra
- Rosie Danvers – arrangiamento archi
- Wired Strings – archi

## Classifiche
| Classifica (2015)         | Posizione massima |
| ------------------------- | ----------------- |
| Belgio (Fiandre)          | 54                |
| Belgio (Vallonia)         | 79                |
| Giappone                  | 32                |
| Irlanda                   | 42                |
| Regno Unito               | 54                |
| Regno Unito (download)    | 45                |
| Regno Unito (independent) | 2                 |
| Scozia                    | 32                |